# San Agustín, Campeche
San Agustín är en ort i Mexiko.   Den ligger i kommunen Palizada och delstaten Campeche, i den sydöstra delen av landet, 800 km öster om huvudstaden Mexico City. San Agustín ligger 7 meter över havet och antalet invånare är 239.
Terrängen runt San Agustín är mycket platt. Runt San Agustín är det mycket glesbefolkat, med 3 invånare per kvadratkilometer. Närmaste större samhälle är Palizada, 2,1 km öster om San Agustín. Omgivningarna runt San Agustín är en mosaik av jordbruksmark och naturlig växtlighet.